# 罗卡布鲁纳
罗卡布鲁纳（義大利語：Roccabruna），是意大利库内奥省的一个市镇。总面积24平方公里，人口1583人，人口密度66.0人/平方公里（2009年）。ISTAT代码为004187。